# Oszumare
Oszumare (Ochumare) – bogini tęczy w mitologii Jorubów z Nigerii i Beninu. W innej wersji występuje również jako dobrotliwy bóg pod postacią węża.
Występuje w Brazylii pod imieniem Oxumare i ma zdolności uzdrawiające. Czasami identyfikowany ze św. Bartłomiejem.